# Analizy BAS
„Analizy BAS” – czasopismo otwartego dostępu o tematyce społeczno-ekonomicznej wydawane w latach 2008−2024 przez Biuro Analiz Sejmowych Kancelarii Sejmu. 
Każdy numer zawierał jeden artykuł, którego temat dotyczył aktualnych zagadnień społeczno-gospodarczych w Polsce i na świecie. Autorami wszystkich artykułów (z wyjątkiem numerów specjalnych) byli eksperci Kancelarii Sejmu.
„Analizy BAS” były periodykiem niecyklicznym, jego kolejne numery ukazywały się w miarę nadsyłania tekstów przez autorów. Czasopismo było dostępne wyłącznie w wersji elektronicznej.
Pełną treść wszystkich 156 numer ow można pobrać w formacie PDF ze strony Sejmu.

## Zespół redakcyjny
- Redaktor naczelny: Dobromir Dziewulak
- Sekretarz redakcji: Angelina Tazuszel
- Członkowie: Piotr Chybalski, Piotr Russel

## Indeksowanie w bazach danych
- BazEkon (pełne teksty, od 1 kwietnia 2008)[2]
- CEEOL (pełne teksty, od 1 stycznia 2011)[3]
- EBSCO Legal Source (pełne teksty, od 1 stycznia 2011)
- EMIS (pełne teksty, od 1 stycznia 2009)